# Haemagogus tropicalis
Haemagogus tropicalis är en tvåvingeart som beskrevs av Cerquiera och Antunes 1938. Haemagogus tropicalis ingår i släktet Haemagogus och familjen stickmyggor. Inga underarter finns listade i Catalogue of Life.